# Campeonato de España de Atletismo 1926
El IX Campeonato de España de Atletismo, se disputó los días 31 de julio  y 1 de agosto de 1926 en las instalaciones deportivas de Estadio de Berazubi, Tolosa, España.
Solo se disputaron pruebas masculinas.

## Resultados

### Masculino
| Evento                       | Oro                                                                            | Plata                                                              | Bronce                                                                               |
| ---------------------------- | ------------------------------------------------------------------------------ | ------------------------------------------------------------------ | ------------------------------------------------------------------------------------ |
| 100 metros lisos             | Diego Ordóñez 11.0                                                             | E. Chávarri 11.6                                                   | José A. Segués 11.6                                                                  |
| 200 metros lisos             | Diego Ordóñez 23.0                                                             | José A. Segués 24.0                                                | Roberto Ordóñez 24.1e                                                                |
| 400 metros lisos             | José María Larrabeiti 53.4                                                     | Luis Larrañaga 54.2                                                | Jesús Muntaner 54.8                                                                  |
| 800 metros lisos             | Joaquín Miquel 2:02.2                                                          | José Ruiz 2:03.8                                                   | Ricardo Ferrando 2:08.2                                                              |
| 1500 metros lisos            | Joaquín Miquel 4:14.4                                                          | Germán Campo 4:15.6                                                | Ricardo Ferrando 4:17.2                                                              |
| 5000 metros lisos            | Jesús Oyarbide 15:49.6                                                         | Salvador Tapias 16:13.4                                            | Juan Ramos 16:18.0                                                                   |
| 10000 metros lisos           | Germán Campo 34:41.4                                                           | Jerónimo Monje 35:03.2                                             | Pedro Arbolí 35:18.4                                                                 |
| 110 metros vallas            | José María Peña 17.6                                                           | Eugenio Muñoz 17.9                                                 | Manuel Jáuregui 18.0e                                                                |
| 400 metros vallas            | Manuel Mateu 1:01.6                                                            | Manuel Suárez 1:01.8                                               | José Segurado 1:03.4                                                                 |
| Salto de altura              | José Luis Elósegui 1.69                                                        | José M. Olivella 1.67                                              | Eugenio Muñoz 1.65                                                                   |
| Salto con pértiga            | José Culí 3.10                                                                 | Antonio Prado 2.90                                                 | Félix Arnáiz 2.80                                                                    |
| Salto de longitud            | Manuel Robles 6.26                                                             | Joaquín Roca 6.05                                                  | Ramón Urtubi 5.97                                                                    |
| Triple salto                 | Manuel Robles 13.21                                                            | José M. Olivella 12.77                                             | Ramón Urtubi 12.26                                                                   |
| Lanzamiento de peso          | Ignacio Izaguirre 11.06                                                        | Fernando García Doctor 11.04                                       | Javier Azpitarte 11.03                                                               |
| Lanzamiento de disco         | Víctor Faure 35.90                                                             | Fernando García Doctor 33.78                                       | Manuel Climent 32.65                                                                 |
| Lanzamiento de martillo      | Fernando García Doctor 38.65                                                   | Manuel Climent 29.27                                               | Jesús Alcorta 28.09                                                                  |
| Lanzamiento de jabalina      | José Brú 50.80                                                                 | Javier Azpitarte 47.07                                             | Basilio Echániz 44.52                                                                |
| Relevos 4 x 100 metros lisos | Guipúzcoa Fernando Muñagorri José A. Segués Roberto Ordóñez Diego Ordóñez 46.1 | Cataluña Joaquín Roca Carbonell Domingo Aiximeno Manuel Mateu 46.8 | Castilla H. Coronado Robles Climent E. Chávarri 46.9e                                |
| Relevos 4 x 400 metros lisos | Cataluña Manuel Mateu Jesús Muntaner Joaquín Miquel Máximo García 3:38.4       | Guipúzcoa Luis Larrañaga Durá Ruiz Benedicto Tell 3:43.2           | Vizcaya José María Peña José Luis Emaldi Miguel Aguirre José María Larrabeiti 3:47.0 |